# Dercetina dilaticornis
Dercetina dilaticornis es una especie de insecto coleóptero de la familia Chrysomelidae.
Fue descrita científicamente en 1884 por Martin Jacoby.